# 桂怡
桂怡（1409年—？），字廷顏，浙江寧波府慈溪縣人，民籍。明朝政治人物。進士出身。

## 生平
浙江鄉試第三十九名。正統十三年（1448年）戊辰科會試第八十六名，殿試登進士第二甲第二十二名。

## 家族
曾祖桂齊賢，曾任元學錄。祖父桂孟啓。父亲桂宗廣。